# 達氏臀棘鰈
達氏臀棘鰈，為輻鰭魚綱鰈形目鰈亞目菱鰈科的其中一種，分布於西南大西洋區，從巴西Santa Catarina至阿根廷Golfo de Sán Matías海域，棲息深度20-80公尺，本魚體淡褐色，具有許多白點，體長可達30.4公分，為底棲性魚類，屬肉食性，生活習性不明，可做為食用魚及。